# Theriosuchus
Theriosuchus – rodzaj krokodylomorfa z grupy Neosuchia żyjącego od środkowej jury do wczesnej kredy na obecnych terenach Europy i Azji. Został formalnie opisany w 1879 roku przez Richarda Owena w oparciu o skamieniałości pochodzące z Purbeck Shale w Dorset. Nazwa Theriosuchus została jednak po raz pierwszy użyta przez Owena w publikacji z 1878 roku.
Theriosuchus był niewielkim krokodylomorfem – mierzącym przeważnie poniżej 1 m długości. Nieco większe rozmiary osiągały jedynie T. ibericus i formy późnokredowe, o czaszce o długości ok. 20 cm. Gatunki Theriosuchus cechowały się szeroką czaszką, stosunkowo dużymi oczodołami, podzielonymi nozdrzami i względnie dużymi otworami nadskroniowymi. Prawdopodobnie prowadziły raczej lądowy aniżeli wodny tryb życia. Tradycyjnie zaliczany do rodziny Atoposauridae; z analizy filogenetycznej przeprowadzonej przez Tennanta, Manniona i Upchurcha (2016) wynika jednak jego bliższe pokrewieństwo z rodziną Paralligatoridae.

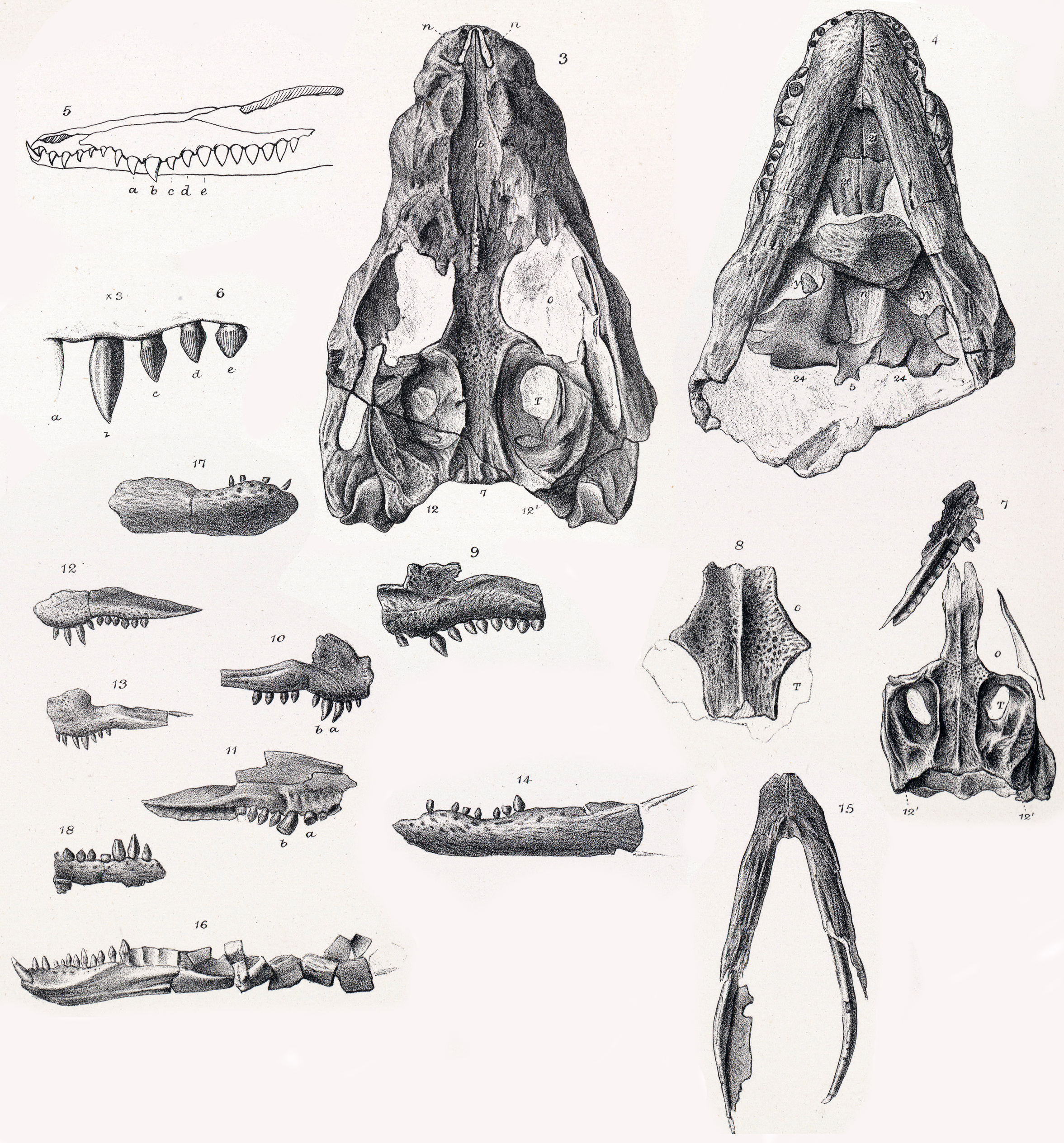
Szczątki czaszki T. pusillus

Gatunkiem typowym jest T. pusillus, którego szczątki odkryto w Purbeck Shale w pobliżu pozostałości krokodylomorfów z rodzaju Goniopholis i małych ssaków. Fragmentaryczne szczątki odnajdowano również w innych krajach Europy. Skamieniałości przypisywane do Theriosuchus odnaleziono również w Tajlandii, skąd w 2011 roku opisano T. grandinaris. Pojedyncze zęby odkryte w Ameryce Północnej również zaliczano do Theriosuchus.
Rodzaj Theriosuchus ma duży zasięg stratygraficzny – najstarsza skamieniałość przedstawiciela tego rodzaju o niepewnej przynależności gatunkowej (niekompletna prawa kość zębowa oznaczona NMS G. 2014.52.1) pochodzi ze środkowojurajskich (późny bajos lub baton) osadów w Szkocji. Szczątki T. pusillus datuje się na berrias, T. grandinaris na berrias–barrem. Skamieniałości pochodzące z przełomu kampanu i mastrychtu Francji mogą również należeć do rodzaju Theriosuchus lub formy blisko z nim spokrewnionej.
W przeszłości do rodzaju zaliczano także późnojurajski (kimeryd) gatunek T. guimarotae, opisany w 2005 roku przez Schwarz i Salisbury'ego, znany ze skamieniałości odkrytych w Portugalii (Guimarota), żyjący we wczesnej kredzie gatunek T. ibericus z Hiszpanii, nazwany w 1992 roku przez Brinkmanna oraz opisany w 2010 roku T. sympiestodon, znany ze skamieniałości z terenów Basenu Hațeg. Żyjący w mastrychcie T. sympiestodon, młodszy od pozostałych znanych gatunków o około 58 mln lat, do 2016 roku uważany był za najmłodszego przedstawiciela rodzaju. Tennant, Mannion i Upchurch (2016) przenieśli jednak gatunki T. ibericus i T. sympiestodon do odrębnego rodzaju Sabresuchus, zaś Schwarz, Raddatz i Wings (2017) przenieśli T. guimarotae do rodzaju Knoetschkesuchus.